# هوارد أرمسترونغ (موسيقي)
هوارد أرمسترونغ (بالإنجليزية: Howard Armstrong)‏ هو موسيقي أمريكي، ولد في 4 مارس 1909 في دايتون في الولايات المتحدة، وتوفي في 30 يوليو 2003 في بوسطن في الولايات المتحدة بسبب نوبة قلبية.

## وصلات خارجية
- هوارد أرمسترونغ على موقع IMDb (الإنجليزية)
- هوارد أرمسترونغ على موقع ميوزك برينز (الإنجليزية)
- هوارد أرمسترونغ على موقع ميوزك برينز (الإنجليزية)
- هوارد أرمسترونغ على موقع أول ميوزيك (الإنجليزية)
- هوارد أرمسترونغ على موقع ديسكوغز (الإنجليزية)
- هوارد أرمسترونغ على موقع ديسكوغز (الإنجليزية)